# US d'Auderghem
US d'Auderghem was een Belgische voetbalclub uit Oudergem. De club sloot in 1967 aan bij de KBVB met stamnummer 7031.
In 1986 fuseerde de club met RAS d'Auderghem tot RU Auderghem.

## Geschiedenis
De club werd in 1945 opgericht en sloot in 1967 aan bij de KBVB. Voordien speelde men in de Ligue Amateur de Football. Tot 1973 zou men in het groen-wit spelen, maar in dat jaar werd dat oranje-groen.
Men startte in Vierde Provinciale, waar de club zijn hele geschiedenis zou spelen. De club stond in de schaduw van het succesvollere RAS d'Auderghem, maar dat verschil werd in de jaren tachtig steeds kleiner.
US d'Auderghem eindigde geregeld in de top vijf, tussen 1979 en 1986 eindigde de club nooit lager dan zesde en viermaal werd men derde in de stand. 
In het laatste seizoen (1985-1986) werd US d'Auderghem kampioen in Vierde Provinciale E. 
Gezien RAS d'Auderghem in Derde Provinciale speelde, zou de derby van de gemeente op het programma komen in het volgende seizoen, maar zo ver kwam het niet. De clubs gingen over tot een fusie en vormden samen RU Auderghem. 
Het stamnummer van US d'Auderghem ging verloren.